# Гузд-Ліпінський
Гузд-Ліпінський (пол. Gózd Lipiński) — село в Польщі, у гміні Біща Білгорайського повіту Люблінського воєводства.
Населення — 711 осіб (2011).
У 1975-1998 роках село належало до Замойського воєводства.

## Демографія
Демографічна структура станом на 31 березня 2011 року:
|          | Загалом | Допрацездатний вік | Працездатний вік | Постпрацездатний вік |
| -------- | ------- | ------------------ | ---------------- | -------------------- |
| Чоловіки | 347     | 63                 | 247              | 37                   |
| Жінки    | 364     | 83                 | 199              | 82                   |
| Разом    | 711     | 146                | 446              | 119                  |